# Świdnik (stacja kolejowa)
Świdnik (stacja kolejowa) – dawna, obecnie nieczynna stacja kolejowa w Świdniku, w województwie lubelskim, w Polsce. Popularnie zwana "starą stacją".
Budynek dworca zbudowano w latach 1905–1914 z czerwonej cegły. Stanowiła główny dworzec kolejowy Adampola i potem Świdnika, do czasu utworzenia nowej stacji Świdnik Miasto w latach 50. Po wybudowaniu dworca Świdnik Miasto w roku 1967, stacja Świdnik stała się siedzibą przystanku towarowego. Funkcję tę przestała pełnić na początku lat 90., kiedy również przystanek towarowy przeniesiono na stację Świdnik Miasto. Od tamtego czasu służy jedynie za mieszkanie.
Dawny dworzec stacji kolejowej Świdnik jest prawdopodobnie najstarszym budynkiem użyteczności publicznej w Świdniku.